# 郭任远
郭任远（1898年—1970年8月14日），广东潮阳（现属汕头市潮阳区铜盂镇）人。中国心理学奠基人，被认为是“超华生”行为主义心理学者。曾任复旦大学代校长，浙江大学校长。

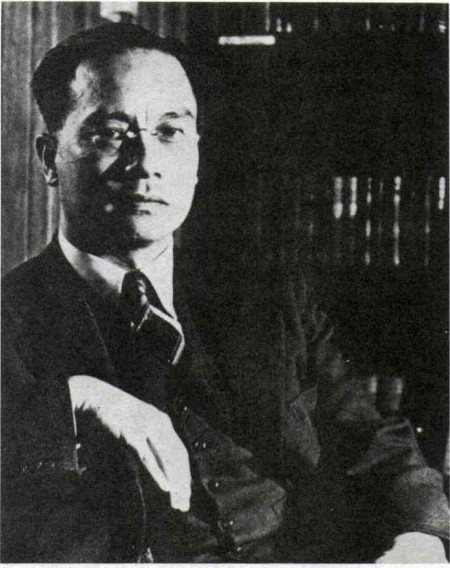
郭任远

## 生平

### 学术
早年在广东省立潮州金山中学（现汕头市金山中学）读完课程后，入上海复旦大学，1918年赴美国伯克利加州大学就读，先是选择哲学与物理的课程，而后其认为大部分的哲学问题，应由心理学来解决，所以开始转读心理系。读完普通心理学，开始信服华生（Watson）的行为主义心理学，而在此读书期间也一直得到新行为主义学派代表人物爱德华·托尔曼的赏识。1920年秋，在伯克利加州大学举行的教育心理学研讨会上，郭任远作了《取消心理学中的“本能”说》(Giving up instincts in psychology)的学术报告。同年冬，他又将报告稿寄到权威刊物《哲学杂志》（Journal of Philosophy）。由于该文观点的“出格”，与欧美许多心理学专家的观点大相径庭，该杂志迟至1921年11月才发表，此举引起时任哈佛大学心理系主任威廉·麦独孤（William McDougall）等前辈科学家的反击，震动美国心理学界。接着，他在1922年发表《我们的本能是怎样获得的》，1923年发表《反对本能运动的经过和我最近的主张》，1926年发表《一个心理学革命者的口供》《心理学的真正意义》，1927年发表《心理学里面的鬼》，1928年发表《一个无遗传的心理学》。以上一组论文均收入 1928年出版的《郭任远心理学论丛》（开明书店）中。
1949年至1970年寄居香港，是香港大学校董。1970年于香港病逝，消息传到美国后，美国著名的心理学杂志《比较生理心理学》（Journal of Comparative and Physiological Psychology）发表了题为《郭任远——激进的科学哲学家和革新的实验家》（Zing-Yang Kuo: Radical scientific philosopher and innovative experimentalist）的专文，称郭任远对美国乃至世界心理学的贡献是巨大的，“他以卓尔不群的姿态和勇于探索的精神为国际学术界留下—笔丰厚的精神财富”，并以整页刊登他的照片。美国学术界如此评价— 位中国心理学家，郭任远是绝无仅有的。他也是被选入《实验心理学100年》这部书中唯一的中国心理学家。
郭任远关于鸟类胚胎發育以及训练猫不吃老鼠的实验研究，也受到了国际心理学界的重视与好评。

### 校长
作为一个校长他并不那么受人欢迎。他在浙江大学任校长期间，任意处分学生，排斥有不同意见的同事，引起了学生的反抗，最后导致了“驱郭运动”。

## 著作
郭任远出版了几本关于行为主义的中文专著：《人类的行为》（上卷，1923）、《行为学的基础》（1927）、《行为主义心理学讲义》（1928）、《心理学 ABC》（1928）、《心理学与遗传》（1929）、《行为主义》（1934）、《行为学的领域》（1935）、《行为的基本原理》（1935）。

## 延伸阅读
- “To be a big shot or to be shot”: Zing-Yang Kuo’s other career[永久] (by Geoffrey H. Blowers, University of Hong Kong, Hong Kong)
- Robert Epstein: Comparative Psychology as the Praxist Views It; Journal of Comparative Psychology. Vol 101(3), Sep 1987, 249-253.

| 教育職務      | 教育職務                                                  | 教育職務      |
| ------------- | --------------------------------------------------------- | ------------- |
| 前任： 李登辉 | 复旦大学校长 1924年7月—1925年3月 （代理。正职校长李登辉） | 繼任： 李登辉 |
| 前任： 程天放 | 国立浙江大学校长 1933年4月—1936年2月                      | 繼任： 竺可桢 |